# Internazionali di Tennis di Baviera
Gli Internazionali di Tennis di Baviera, nome ufficiale Internationalen Deutschen Tennismeisterschaften von Bayern e noti come BMW Open per ragioni di sponsorizzazione, sono un torneo professionistico maschile di tennis facente parte della categoria ATP Tour 500. Si svolgono annualmente sui campi in terra rossa del MTTC Iphitos a Monaco di Baviera, in Germania.

## Storia
Allestito dal 1900, era denominato nell'era pre-open Internazionali di tennis di Monaco di Baviera. Ha fatto parte del Grand Prix dal 1974 al 1989. Nel 1990 è entrato a far parte del neonato ATP Tour. L'edizione del 2020 non viene disputata a causa della pandemia di COVID-19.
Nel 2025 ottiene l'avanzamento alla categoria ATP 500, unico in Europa, grazie all'acquisizione della licenza del torneo di Lione, nell'ambito del progetto "OneVision" dell'ATP, che prevedeva la riduzione del numero di tornei ATP 250. Di conseguenza viene avanzato il progetto di realizzazione di un nuovo campo centrale da 7500 posti con tetto retrattile da costruirsi nella zona verde inutilizzata a sud dell'attuale struttura del Munchner Tennis und Turnierclubs Iphitos (MTTC Iphitos).
Mentre sono in quattro a condividere il record di maggiori vittorie nel singolare, Gottfried von Cramm, Budge Patty, Philipp Kohlschreiber e Alexander Zverev con 3 titoli a testa, nel doppio solo il polacco Wojtek Fibak ha il record di maggior vittorie, anch'esso raggiunto con 3 trofei.

## Albo d'oro

### Singolare
| Anno      | Vincitore                             | Finalista                             | Punteggio                             |
| --------- | ------------------------------------- | ------------------------------------- | ------------------------------------- |
| 1899      | Richard Blaul                         | Stratzer                              | 7–5, 4–6, 6–3                         |
| 1900      | Rudolf Pummerer (1)                   | Harold R. Bates                       | 6–0, 9–7                              |
| 1904      | Zdeněk Žemla                          | Rudolf Pummerer                       | 6–1, 6–2, 7–5                         |
| 1905      | Rudolf Pummerer (2)                   | Otto Paul Lindpaintner                | 6–1, 6–2, 6–3                         |
| 1908      | George Logie                          | Heinrich Kleinschroth                 | 7–5, 6–2, 6–1                         |
| 1909      | Felix Pipes                           | Robert Kleinschroth                   | 6–0, rit.                             |
| 1910      | Heinrich Kleinschroth                 | Hugo Albrecht                         | 6–1, 6–0, 6–1                         |
| 1928      | Guillermo Robson                      | Erik Worm                             | 6–3, 5–7, 7–5                         |
| 1929      | Alberto Del Bono                      | Erik Worm                             | 6–4, 6–4                              |
| 1930      | Emmanuel du Plaix                     | Richard Bell                          | 2–6, 6–3, 3–6, 6–2, 6–4               |
| 1931      | Heitarō Satō                          | Enrique Maier                         | 7–5, 4–6, 7–5, 6–1                    |
| 1932      | Heinz Remmert                         | William Lawrence Breese               | 6–1, 3–6, 6–3, 8–6                    |
| 1933      | William Lawrence Breese               | Edler von der Planitz                 | 6–4, 6–1                              |
| 1935      | Heinz Tüscher                         | Eberhard Nourney                      | 4–6, 6–2, 8–6                         |
| 1936      | Alfred Gerstl                         | Rolf Goepfert                         | 6–4, 6–3                              |
| 1937      | Georg von Metaxa                      | Ludwig Louis Haensch                  | 4–6, 6–2, 4–6, 7–5, 6–3               |
| 1938      | Edmund Bartkowiak                     | Joachim Hildebrandt                   | 6–3, 6–2, 1–1 rit.                    |
| 1939      | Henner Henkel                         | Engelbert Koch                        | 6–4, 6–4, 6–2                         |
| 1940 1945 | Non disputato                         | Non disputato                         | Non disputato                         |
| 1946      | Gottfried von Cramm (1)               | Roderich Menzel                       | 6–3, 6–0, 6–3                         |
| 1947      | Roderich Menzel                       | Gottfried von Cramm                   | 6–2, 6–4, 6–2                         |
| 1948      | Helmuth Gulcz                         | Willi Stingl                          | 7–5, rit.                             |
| 1949      | Gottfried von Cramm (2)               | Ernst Buchholz                        | 3–6, 7–5, 6–1, 6–0                    |
| 1950      | Gottfried von Cramm (3)               | Jan Dostál                            | 6–4, 6–4, 6–1                         |
| 1951      | Rolando Del Bello                     | Roderich Menzel                       | 6–2, 1–6, 7–5, 6–2                    |
| 1952      | Non disputato                         | Non disputato                         | Non disputato                         |
| 1953      | Jaroslav Drobný                       | Armando Vieira                        | 6–3, 6–1, 6–3                         |
| 1954      | Budge Patty (1)                       | Hugh Stewart                          | 6–4, 6–2, 6–4                         |
| 1955      | Budge Patty (2)                       | Art Larsen                            | 6–3, 6–3, 6–3                         |
| 1956      | Budge Patty (3)                       | Lew Hoad                              | 1–6, 0–6, 6–2, 7–5, 6–4               |
| 1957      | Mervyn Rose                           | Budge Patty                           | 5–7, 12–10, 5–7, 6–2, 6–4             |
| 1958      | Orlando Sirola                        | Luis Ayala                            | 3–6, 7–5, 1–6, 11–9, 6–4              |
| 1959      | Bob Hewitt (1)                        | Pierre Darmon                         | 6–3, 6–3, 8–6                         |
| 1960      | Don Candy                             | Jan-Erik Lundqvist                    | 5–7, 6–3, 6–0, 3–6, 6–2               |
| 1961      | Roy Emerson                           | Bob Hewitt                            | 6–2, 6–3, 6–2                         |
| 1962      | Edison Mandarino                      | Manuel Santana                        | 1–6, 6–3, 6–2, 6–4                    |
| 1963      | Patricio Rodríguez                    | Nikola Pilić                          | 1–6, 4–6, 7–5, 9–7, 6–2               |
| 1964      | Manuel Santana                        | Bob Hewitt                            | 6–2, 6–3, 11–9                        |
| 1965      | Christian Kuhnke                      | Ingo Buding                           | 6–4, 6–1, 6–3                         |
| 1966      | István Gulyás                         | Wilhelm Bungert                       | 6–4, 4–6, 8–6, 9–7                    |
| 1967      | Martin Mulligan (1)                   | Wilhelm Bungert                       | 6–4, 3–6, 6–4, 6–4                    |
| 1968      | Martin Mulligan (2)                   | Ion Țiriac                            | 6–3, 3–6, 7–5, 6–3                    |
| 1969      | Bob Hewitt (2)                        | Christian Kuhnke                      | 6–4, 3–6, 6–2, 6–2                    |
| 1970      | Ion Țiriac                            | Nikola Pilić                          | 2–6, 9–7, 6–3, 6–4                    |
| 1971      | Juan Gisbert                          | Péter Szőke                           | 6–2, 6–4, 6–4                         |
| 1972      | Non disputato                         | Non disputato                         | Non disputato                         |
| 1973      | Sandy Mayer (1)                       | Harald Elschenbroich                  | 6–4, 6–3, 6–3                         |
| 1974      | Jürgen Fassbender                     | François Jauffret                     | 6–2, 5–7, 6–1, 6–4                    |
| 1975      | Guillermo Vilas (1)                   | Karl Meiler                           | 2–6, 6–0, 6–2, 6–3                    |
| 1976      | Manuel Orantes (1)                    | Karl Meiler                           | 6–1, 6–4, 6–1                         |
| 1977      | Željko Franulović                     | Víctor Pecci                          | 6–1, 6–1, 6–7, 7–5                    |
| 1978      | Guillermo Vilas (2)                   | Buster Mottram                        | 6–1, 6–3, 6–3                         |
| 1979      | Manuel Orantes (2)                    | Wojtek Fibak                          | 6–3, 6–2, 6–4                         |
| 1980      | Rolf Gehring                          | Christophe Freyss                     | 6–2, 0–6, 6–2, 6–2                    |
| 1981      | Chris Lewis                           | Christophe Roger-Vasselin             | 4–6, 6–2, 2–6, 6–1, 6–1               |
| 1982      | Gene Mayer (1)                        | Peter Elter                           | 3–6, 6–3, 6–2, 6–1                    |
| 1983      | Tomáš Šmíd                            | Joakim Nyström                        | 6–0, 6–3, 4–6, 2–6, 7–5               |
| 1984      | Libor Pimek                           | Gene Mayer                            | 6–4, 4–6, 7–6, 6–4                    |
| 1985      | Joakim Nyström                        | Hans Schwaier                         | 6–1, 6–0                              |
| 1986      | Emilio Sánchez                        | Ricki Osterthun                       | 6–1, 6–3                              |
| 1987      | Guillermo Pérez Roldán (1)            | Marián Vajda                          | 6–3, 7–6                              |
| 1988      | Guillermo Pérez Roldán (2)            | Jonas Svensson                        | 7–5, 6–3                              |
| 1989      | Andrei Chesnokov                      | Martin Střelba                        | 5–7, 7–6, 6–2                         |
| 1990      | Karel Nováček                         | Thomas Muster                         | 6–4, 6–2                              |
| 1991      | Magnus Gustafsson                     | Guillermo Pérez Roldán                | 3–6, 6–3, 4–3 rit.                    |
| 1992      | Magnus Larsson                        | Petr Korda                            | 6–4, 4–6, 6–1                         |
| 1993      | Ivan Lendl                            | Michael Stich                         | 7–6(2), 6–3                           |
| 1994      | Michael Stich                         | Petr Korda                            | 6–2, 2–6, 6–3                         |
| 1995      | Wayne Ferreira                        | Michael Stich                         | 7–5, 7–6(6)                           |
| 1996      | Sláva Doseděl                         | Carlos Moyà                           | 6–4, 4–6, 6–3                         |
| 1997      | Mark Philippoussis                    | Àlex Corretja                         | 7–6(3), 1–6, 6–4                      |
| 1998      | Thomas Enqvist                        | Andre Agassi                          | 6(4)–7, 7–6(6), 6–4                   |
| 1999      | Franco Squillari (1)                  | Andrei Pavel                          | 6–4, 6–3                              |
| 2000      | Franco Squillari (2)                  | Tommy Haas                            | 6–4, 6–4                              |
| 2001      | Jiří Novák                            | Anthony Dupuis                        | 6–4, 7–5                              |
| 2002      | Younes El Aynaoui                     | Rainer Schüttler                      | 6–4, 6–4                              |
| 2003      | Roger Federer                         | Jarkko Nieminen                       | 6–1, 6–4                              |
| 2004      | Nikolaj Davydenko (1)                 | Martin Verkerk                        | 6–4, 7–5                              |
| 2005      | David Nalbandian                      | Andrei Pavel                          | 6–4, 6–1                              |
| 2006      | Olivier Rochus                        | Kristof Vliegen                       | 6–4, 6–2                              |
| 2007      | Philipp Kohlschreiber (1)             | Michail Južnyj                        | 2–6, 6–3, 6–4                         |
| 2008      | Fernando González                     | Simone Bolelli                        | 7–6(4), 6(4)–7, 6–3                   |
| 2009      | Tomáš Berdych                         | Michail Južnyj                        | 6–4, 4–6, 7–6(5)                      |
| 2010      | Michail Južnyj                        | Marin Čilić                           | 6–3, 4–6, 6–4                         |
| 2011      | Nikolaj Davydenko (2)                 | Florian Mayer                         | 6–3, 3–6, 6–1                         |
| 2012      | Philipp Kohlschreiber (2)             | Marin Čilić                           | 7–6(8), 6–3                           |
| 2013      | Tommy Haas                            | Philipp Kohlschreiber                 | 6–3, 7–6(3)                           |
| 2014      | Martin Kližan                         | Fabio Fognini                         | 2–6, 6–1, 6–2                         |
| 2015      | Andy Murray                           | Philipp Kohlschreiber                 | 7–6(4), 5–7, 7–6(4)                   |
| 2016      | Philipp Kohlschreiber (3)             | Dominic Thiem                         | 7–6(7), 4–6, 7–6(4)                   |
| 2017      | Alexander Zverev (1)                  | Guido Pella                           | 6–4, 6–3                              |
| 2018      | Alexander Zverev (2)                  | Philipp Kohlschreiber                 | 6–3, 6–3                              |
| 2019      | Cristian Garín                        | Matteo Berrettini                     | 6–1, 3–6, 7–6(1)                      |
| 2020      | Annullato per pandemia di Coronavirus | Annullato per pandemia di Coronavirus | Annullato per pandemia di Coronavirus |
| 2021      | Nik'oloz Basilashvili                 | Jan-Lennard Struff                    | 6–4, 7–6(5)                           |
| 2022      | Holger Rune (1)                       | Botic van de Zandschulp               | 3–4 rit.                              |
| 2023      | Holger Rune (2)                       | Botic van de Zandschulp               | 6–4, 1–6, 7–6(3)                      |
| 2024      | Jan-Lennard Struff                    | Taylor Fritz                          | 7–5, 6–3                              |
| 2025      | Alexander Zverev (3)                  | Ben Shelton                           | 6–2, 6–4                              |

### Doppio
| Anno | Vincitori                             | Finalisti                             | Punteggio                             |
| ---- | ------------------------------------- | ------------------------------------- | ------------------------------------- |
| 1974 | Antonio Muñoz Manuel Orantes (1)      | Jürgen Fassbender Hans-Jürgen Pohmann | 2–6, 6–4, 7–6, 6–2                    |
| 1975 | Wojciech Fibak (1) Jan Kodeš          | Milan Holeček Karl Meiler             | 7–5, 6–3                              |
| 1976 | Juan Gisbert Manuel Orantes (2)       | Jürgen Fassbender Hans-Jürgen Pohmann | 1–6, 6–3, 6–2, 2–3 rit.               |
| 1977 | František Pála Balázs Taróczy (1)     | Nikki Spear John Whitlinger           | 6–3, 6–4                              |
| 1978 | Ion Țiriac Guillermo Vilas            | Jürgen Fassbender Tom Okker           | 3–6, 6–4, 7–6                         |
| 1979 | Wojciech Fibak (2) Tom Okker          | Jürgen Fassbender Jean-Louis Haillet  | 7–6, 7–5                              |
| 1980 | Heinz Günthardt Bob Hewitt            | David Carter Chris Lewis              | 7–6, 6–1                              |
| 1981 | David Carter Paul Kronk               | Eric Fromm Shlomo Glickstein          | 6–3, 6–4                              |
| 1982 | Chip Hooper Mel Purcell               | Tian Viljoen Danie Visser             | 6–4, 7–6                              |
| 1983 | Chris Lewis Pavel Složil              | Anders Järryd Tomáš Šmíd              | 6–4, 6–2                              |
| 1984 | Boris Becker Wojciech Fibak (3)       | Eric Fromm Florin Segărceanu          | 6–4, 4–6, 6–1                         |
| 1985 | Mark Edmondson Kim Warwick            | Sergio Casal Emilio Sánchez           | 4–6, 7–5, 7–5                         |
| 1986 | Sergio Casal Emilio Sánchez           | Broderick Dyke Wally Masur            | 6–3, 4–6, 6–3                         |
| 1987 | Jim Pugh (1) Blaine Willenborg        | Sergio Casal Emilio Sánchez           | 7–6, 4–6, 6–4                         |
| 1988 | Rick Leach Jim Pugh (2)               | Alberto Mancini Christian Miniussi    | 7–6, 6–1                              |
| 1989 | Javier Sánchez Balázs Taróczy (2)     | Peter Doohan Laurie Warder            | 7–6, 6–3                              |
| 1990 | Udo Riglewski Michael Stich           | Petr Korda Tomáš Šmíd                 | 6–1, 6–4                              |
| 1991 | Patrick Galbraith Todd Witsken        | Anders Järryd Danie Visser            | 7–5, 6–4                              |
| 1992 | David Adams Menno Oosting             | Carl Limberger Tomáš Anzari           | 3–6, 7–5, 6–3                         |
| 1993 | Martin Damm Henrik Holm               | Karel Nováček Carl-Uwe Steeb          | 6–0, 3–6, 7–5                         |
| 1994 | Evgenij Kafel'nikov David Rikl        | Boris Becker Petr Korda               | 7–6, 7–5                              |
| 1995 | Trevor Kronemann David Macpherson     | Luis Lobo Javier Sánchez              | 6–3, 6–4                              |
| 1996 | Lan Bale Stephen Noteboom             | Olivier Delaître Diego Nargiso        | 4–6, 7–6, 6–4                         |
| 1997 | Pablo Albano Àlex Corretja            | Karsten Braasch Jens Knippschild      | 3–6, 7–5, 6–2                         |
| 1998 | Todd Woodbridge Mark Woodforde        | Joshua Eagle Andrew Florent           | 6–0, 6–3                              |
| 1999 | Daniel Orsanic Mariano Puerta         | Massimo Bertolini Cristian Brandi     | 7–6(3), 3–6, 7–6(3)                   |
| 2000 | David Adams John-Laffnie de Jager     | Maks Mirny Nenad Zimonjić             | 6–4, 6–4                              |
| 2001 | Petr Luxa (1) Radek Štěpánek (1)      | Jaime Oncins Daniel Orsanic           | 5–7, 6–2, 7–6(5)                      |
| 2002 | Petr Luxa (2) Radek Štěpánek (2)      | Petr Pála Pavel Vízner                | 6–0, 6(4)–7, [11–9]                   |
| 2003 | Wayne Black Kevin Ullyett             | Joshua Eagle Jared Palmer             | 6–3, 7–5                              |
| 2004 | James Blake Mark Merklein             | Julian Knowle Nenad Zimonjić          | 6–2, 6–4                              |
| 2005 | Mario Ančić Julian Knowle             | Florian Mayer Alexander Waske         | 6–3, 1–6, 6–3                         |
| 2006 | Andrei Pavel Alexander Waske          | Alexander Peya Björn Phau             | 6–4, 6–2                              |
| 2007 | Philipp Kohlschreiber Michail Južnyj  | Jan Hájek Jaroslav Levinský           | 6–1, 6–4                              |
| 2008 | Michael Berrer Rainer Schüttler       | Scott Lipsky David Martin             | 7–5, 3–6, [10–8]                      |
| 2009 | Jan Hernych Ivo Minář                 | Ashley Fisher Jordan Kerr             | 6–4, 6–4                              |
| 2010 | Oliver Marach Santiago Ventura        | Eric Butorac Michael Kohlmann         | 5–7, 6–3, [16–14]                     |
| 2011 | Simone Bolelli Horacio Zeballos       | Andreas Beck Christopher Kas          | 7–6(3), 6–4                           |
| 2012 | František Čermák Filip Polášek        | Xavier Malisse Dick Norman            | 6–4, 7–5                              |
| 2013 | Jarkko Nieminen Dmitrij Tursunov      | Marcos Baghdatis Eric Butorac         | 6–1, 6–4                              |
| 2014 | Jamie Murray John Peers (1)           | Colin Fleming Ross Hutchins           | 6–4, 6–2                              |
| 2015 | Alexander Peya Bruno Soares           | Alexander Zverev Miša Zverev          | 4–6, 6–1, [10–5]                      |
| 2016 | Henri Kontinen John Peers (2)         | Juan Sebastián Cabal Robert Farah     | 6–3, 3–6, [10–7]                      |
| 2017 | Juan Sebastián Cabal Robert Farah     | Jérémy Chardy Fabrice Martin          | 6–3, 6–3                              |
| 2018 | Ivan Dodig Rajeev Ram                 | Nikola Mektić Alexander Peya          | 6–3, 7–5                              |
| 2019 | Frederik Nielsen Tim Pütz             | Marcelo Demoliner Divij Sharan        | 6–4, 6–2                              |
| 2020 | Annullato per pandemia di Coronavirus | Annullato per pandemia di Coronavirus | Annullato per pandemia di Coronavirus |
| 2021 | Wesley Koolhof Kevin Krawietz (1)     | Sander Gillé Joran Vliegen            | 4–6, 6–4, [10–5]                      |
| 2022 | Kevin Krawietz (2) Andreas Mies       | Rafael Matos David Vega Hernández     | 4–6, 6–4, [10–7]                      |
| 2023 | Alexander Erler Lucas Miedler         | Kevin Krawietz Tim Pütz               | 6–3, 6–4                              |
| 2024 | Yuki Bhambri Albano Olivetti          | Andreas Mies Jan-Lennard Struff       | 7–6(6), 7–6(5)                        |
| 2025 | André Göransson Sem Verbeek           | Kevin Krawietz Tim Pütz               | 6–4, 6–4                              |

## Record

### Singolare

#### Vittorie per nazione
| Pos. | Paese         | Titoli | Edizioni |
| ---- | ------------- | ------ | --- |
| 1    | Germania      | 23     | 1900, 1905, 1910, 1932, 1935, 1936, 1938, 1939, 1946, 1948, 1949, 1950, 1965, 1974, 1980, 2007, 2012, 2013, 2016, 2017, 2018, 2024, 2025 |
| 2    | Argentina     | 8      | 1928, 1975, 1978, 1987, 1988, 1999, 2000, 2005                                                                                           |
| 2    | Rep. Ceca     | 8      | 1904, 1947, 1983, 1984, 1990, 1996, 2001, 2009                                                                                           |
| 4    | Stati Uniti   | 7      | 1933, 1954, 1955, 1956, 1973, 1982, 1993                                                                                                 |
| 5    | Australia     | 6      | 1957, 1959, 1960, 1961, 1967, 1997 |
| 6    | Spagna        | 5      | 1964, 1971, 1976, 1979, 1986 |
| 7    | Italia        | 4      | 1929, 1951, 1958, 1968 |
| 7    | Svezia        | 4      | 1985, 1991, 1992, 1998 |
| 7    | Russia        | 4      | 1989, 2004, 2010, 2011 |
| 10   | Austria       | 3      | 1899, 1909, 1937 |
| 10   | Cile          | 3      | 1963, 2008, 2019 |
| 12   | Sudafrica     | 2      | 1969, 1995 |
| 12   | Regno Unito   | 2      | 1908, 2015 |
| 12   | Danimarca     | 2      | 2022, 2023 |
| 15   | Francia       | 1      | 1930 |
| 15   | Giappone      | 1      | 1931 |
| 15   | Egitto        | 1      | 1953 |
| 15   | Brasile       | 1      | 1962 |
| 15   | Ungheria      | 1      | 1966 |
| 15   | Romania       | 1      | 1970 |
| 15   | Croazia       | 1      | 1977 |
| 15   | Nuova Zelanda | 1      | 1981 |
| 15   | Marocco       | 1      | 2002 |
| 15   | Svizzera      | 1      | 2003 |
| 15   | Belgio        | 1      | 2006 |
| 15   | Slovacchia    | 1      | 2014 |
| 15   | Georgia       | 1      | 2021 |